# Gremiasco
Gremiasco – miejscowość i gmina we Włoszech, w regionie Piemont, w prowincji Alessandria.
Według danych na styczeń 2010 gminę zamieszkiwało 349 osób przy gęstości zaludnienia 20,1 os./1 km².